# Oezbeekse sum
De sum is de munteenheid van Oezbekistan. Eén sum is honderd tiyin. De naam sum betekent in het Oezbeeks puur (goud).
Er worden munten gebruikt van 1, 3, 5, 10, 25 en 50 tiyin en 1, 5, 10, 25 en 50 sum. Het papiergeld is beschikbaar in 1, 3, 5, 10, 25, 50, 100, 200, 500, 1000, 5000, 10 000 en 100 000 sum. Ter vergelijking: het biljet met de grootste waarde    (100 000 sum) is slechts 8 euro waard.